# ハーグ条約 (1701年)
ハーグ条約（ハーグじょうやく、英語: Treaty of The Hague、ドイツ語: Haager Große Allianz、オランダ語: Verdrag van Den Haag）は、1701年9月7日に締結された、イングランド王国、神聖ローマ皇帝（オーストリア）、ネーデルラント連邦共和国（オランダ）の間の反フランス同盟条約。
同盟はスペイン継承戦争の勃発に繋がった。

## 概要
条約はイングランド王ウィリアム3世の代表マールバラ伯爵、神聖ローマ皇帝レオポルト1世、オランダ代表の間で締結された。
条約の合意ではフェリペ5世がスペイン王として認められるが、イングランドとオランダはスペインにおける貿易の権利を維持、さらにオーストリアがスペイン領ネーデルラントとスペインのイタリア領を獲得するとした。これは両地域をフランス支配から防ぐためである。